# 君の好きなうた (映画)
『君の好きなうた』（きみのすきなうた）は、2011年公開の日本の青春映画。
男女の友情をテーマに、偶然共同生活を送ることになった大学時代の仲間同士のほのぼのとした毎日を切り取る。主演に郭智博、モデルの山口尚美。監督は、本作で長編デビューの柴山健次。篠原哲雄が監修を担当した。

## キャスト
- 長清聡介：郭智博
- 藤枝知加子：山口尚美
- 溝上秀雄：斎藤工
- 長清孝之：平田満
- 市川雅史：斉藤陽一郎
- 神谷利奈：菜葉菜
- 吉澤和美：楊原京子
- 長清佳代：烏丸せつこ
- 店長：加治木均

## スタッフ
- 監督：柴山健次
- 脚本：柴山健次、鹿目けい子
- 撮影：八重樫肇春
- 音楽：玉城ちはる
- 挿入歌：タマル「観覧車」
- 主題歌：seagulloop「遙」
- 製作：「君の好きなうた」製作委員会、エーアワーズ